# Bardylis magnus
Bardylis magnus är en stekelart som beskrevs av Girault 1928. Bardylis magnus ingår i släktet Bardylis och familjen växtlussteklar. Inga underarter finns listade.